# Eolische Eilanden
De Eolische Eilanden (Italiaans: Isole Eolie, Siciliaans: Ìsuli Eolî) zijn een eilandengroep, genoemd naar Aiolos (de Griekse god van de wind), enkele tientallen kilometers ten noorden van Sicilië.
Tot de Eolische Eilanden behoren de volgende eilanden, in volgorde van afnemende grootte:
- Lipari (37,6 km²)
- Salina (27,0 km²)
- Vulcano (21,0 km²)
- Stromboli (12,6 km²)
- Filicudi (9,5 km²)
- Alicudi (5,2 km²)
- Panarea (3,4 km²)

De eilanden behoren bestuurlijk tot de provincie Messina, een van de provincies van de regio Sicilië. Op Salina liggen drie gemeenten, Leni, Malfa en Santa Marina Salina. De overige eilanden vormen samen de gemeente Lipari. Deze eilanden worden daarom ook wel de Eilanden Lipari genoemd, in het Italiaans Isole Lipari. Buiten Italië wordt dat vaak fout vertaald als Liparische eilanden.